# Budki Petrykowskie
Budki Petrykowskie – wieś sołecka w Polsce położona w województwie mazowieckim, w powiecie grójeckim, w gminie Pniewy. W 2006 roku wieś zamieszkiwało 80 osób.
Przez wieś przebiega droga krajowa DK 50.
W latach 1954–1961 wieś należała i była siedzibą władz gromady Budki Petrykowskie, po jej zniesieniu w gromadzie Pniewy.